# Kuratie Heilige Familie (Mühlbach)

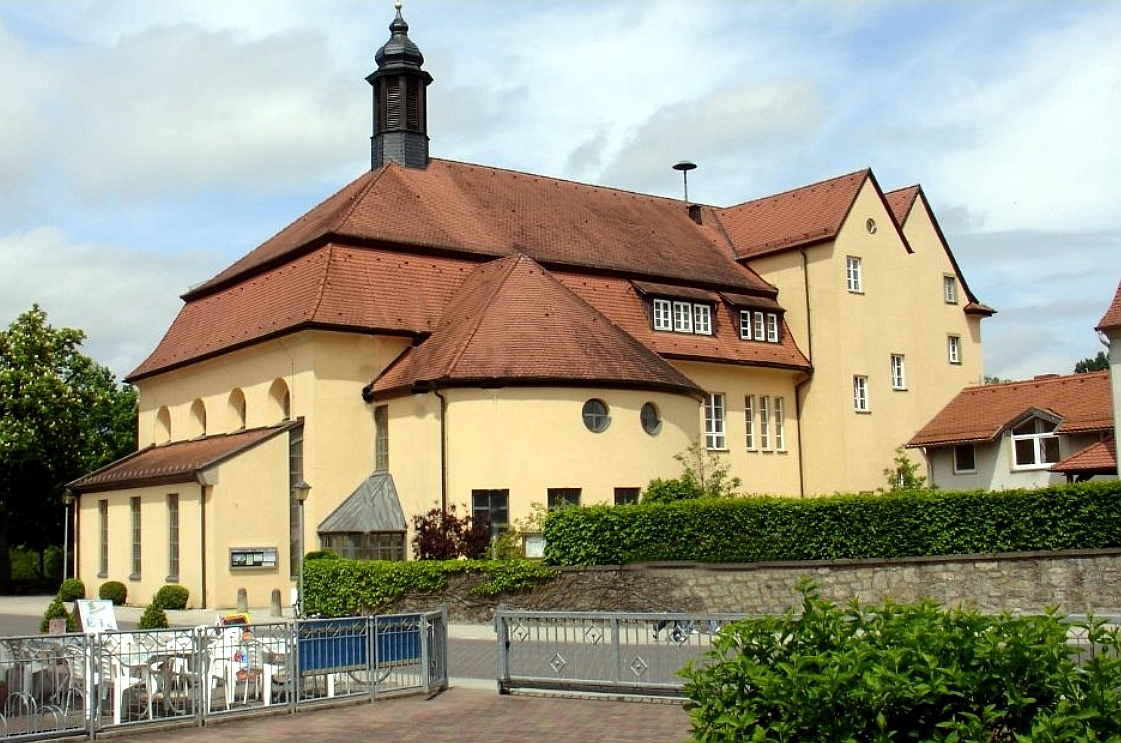
Die Kuratie Heilige Familie in Mühlbach.

Die römisch-katholische Kuratie Heilige Familie ist ein Kirchengebäude in Mühlbach, einem Stadtteil von Bad Neustadt an der Saale, der Kreisstadt des unterfränkischen Landkreises Rhön-Grabfeld in Bayern. Die Kirche gehört zu den Baudenkmälern von Bad Neustadt an der Saale und ist unter der Nummer D-6-73-114-230 in der Bayerischen Denkmalliste registriert. Sie ist dem Patrozinium der Heiligen Familie gewidmet.

## Beschreibung
Die Kirche entstand aus einer Brauerei, die ursprünglich aus dem „Goppenschen Schlössen“, dem Witwensitz der Tochter eines reichen Neustädter Bürgers, hervorging. Das Missionshaus der hl. Familie erwarb am Herz-Jesu-Freitag, dem 5. September 1919 die Brauerei, aus der im Jahr 1925 die heutige Kirche hervorging. Die im Jahr 1925 geweihte Kirche erfuhr bei der Renovierung in den Jahren 1988/89 durch Hinzufügung der beiden Seitenschiffe eine erhebliche Erweiterung. Architekt Oskar Herbert brach die Rückwand auf und brachte hier den Taufstein unter.
Der Fußboden und die Stufen zum Altarraum im hellen, fast quadratischen Innenraum bestehen aus Sonthofener Platten. Altartisch und Ambo bestehen aus grauem Jura und wurden von dem einheimischen Bildhauer Martin Bühner gefertigt. Der Hochaltar, die beiden Seitenaltäre und die „Herz Jesu“-Statue auf der rechten Seite stammen aus der bisherigen Kirche.
Der Kreuzweg im Hochrelief stammt von Hans Theobald aus Würzburg.
Die Orgel hat 1022 Pfeifen und wurde im Jahr 1994 von der Firma Hoffmann aus Ostheim vor der Rhön gebaut.